# چپای نوابگانج-۳
چپای نوابگانج-۳ (به لاتین: Chapai Nawabganj-3) یک منطقهٔ مسکونی در بنگلادش است که در ناحیه نواب‌گنج واقع شده‌است.